# ماساهارو تاگوچی
ماساهارو تاگوچی (انگلیسی: Masaharu Taguchi؛ ۹ ژانویه ۱۹۱۶ – ۲۹ ژوئن ۱۹۸۲) شناگر اهل ژاپن بود.
وی در مسابقات کشوری و بین‌المللی در مجموع برندهٔ ۱ مدال طلا شده‌است.